# Quichua norteño
El kichwa, quichua o quechua norteño, a veces referido como quichua ecuatoriano o simplemente como quichua (kichwa shimi o runashimi), es el segundo idioma más hablado de la familia de las lenguas quechuas, siendo empleado en la sierra y oriente del Ecuador, en el extremo sudoeste de Colombia por los ingas y en la Selva baja norte del Perú por los quechuas pastazas, por un aproximado de 800 000 personas.
Es idioma cooficial junto al castellano en los tres países dentro de las zonas hablantes.
Los dialectos más hablados del quechua norteño son el de Chimborazo, el de Imbabura y el de las Tierras Altas del Cañar, con la mayoría de los hablantes. El quechua norteño pertenece al grupo quechua norteño del quechua II, según el lingüista peruano Alfredo Torero.
Las variantes y dialectos de las lenguas quechuas ecuatorianas fueron unificadas en 1998 como kichwa, por eso en el Ecuador en el contexto pedagógico se lo conoce como kichwa unificado.

## Visión general
La sintaxis quechua norteña ha sufrido cierta simplificación gramatical en comparación con el quechua sureño, quizá debido a la criollización parcial con las lenguas preincaicas del Ecuador.
Se ha desarrollado un lenguaje estandarizado, con una ortografía unificada, el quichua unificado (shukllachishka kichwa). Es similar al de Chimborazo, pero carece de algunas de las peculiaridades fonológicas de ese dialecto.
La descripción gramatical más antigua del quichua norteño fue escrita en el siglo XVII por el sacerdote jesuita Hernando de Alcocer.

### Primeros esfuerzos para la normalización del idioma y la educación bilingüe
Según el lingüista Arturo Muyulema, los primeros pasos para enseñar quichua en las escuelas públicas se remontan a la década de 1940, cuando la lideresa indígena Dolores Cacuango fundó varias escuelas indígenas en Cayambe. Más tarde, las organizaciones indígenas iniciaron escuelas autogestionadas para brindar educación en quichua en las décadas de 1970 y 1980.
Muyulema dice que la creación de obras literarias como Caimi ñucanchic shimuyu-panca, Ñucanchic llactapac shimi, Ñucanchic causaimanta yachaicuna y Antisuyu-punasuyu proporcionaron los catalizadores para la estandarización del quichua. Este fue iniciado por Dirección Nacional de Educación Intercultural Bilingüe. 
Posteriormente, la Academia de la Lengua Quichua creó un nuevo alfabeto. Consta de 21 caracteres; incluyendo tres vocales (a, i, u); dos semivocales (w, y); y dieciséis consonantes (ch, h, k, l, ll, m, n, ñ, p, r, s, sh, t, ts, z, zh), según el artículo de Muyulema Presente y futuro de la lengua quichua desde la perspectiva de la experiencia vasca.
Posteriormente, el diccionario Kichwa yachakukkunapa shimiyuk kamu fue publicado en 2009 por el lingüista Fabián Potosí, junto con otros académicos patrocinados por el Ministerio de Educación de Ecuador, siendo el diccionario más grande y más completo del idioma quichua.

## Características
A diferencia de otras variedades regionales del quechua, el quechua norteño no distingue entre los fonemas protoquechuas /k/ y /q/, siendo ambos pronunciados como [k]. Y [e] y [o], los alófonos de las vocales /i/ y /u/ cerca de /q/, no existen. Por ejemplo, kiru puede significar tanto ‘diente’ (kiru en quechua sureño) como ‘madera’ (qiru [qero] en quechua sureño), y killa puede significar tanto ‘luna’ como ‘perezoso’ (qilla [qeʎa] en quechua sureño).
Además, tanto en Ecuador como en Colombia, el quechua norteño ha perdido los sufijos posesivos y bidireccionales (sufijos verbales que indican tanto el sujeto como el objeto), así como la distinción entre la primera persona plural exclusiva e inclusiva:
- En lugar de yayayku o taytayku (‘padre nuestro’, el padrenuestro), los hablantes de quechua norteño dicen ñukanchik yaya o ñukanchik tayta.
- En quechua norteño no se dice suyayki ‘te espero’, sino kanta shuyani.

Por otro lado, se han conservado otras particularidades del quechua. Como en todas las lenguas quechuas, las palabras para «hermano» y «hermana» difieren según a quién se refieren. Hay cuatro palabras diferentes para hermanos: ñaña (hermana de una mujer), turi (hermano de una mujer), pani (hermana de un hombre) y wawki (hermano de un hombre). 
Por ejemplo, una mujer leyendo Ñuka wawki Pedromi kan leería en voz alta Ñuka turi Pedromi kan (si se refería a su hermano). Si Pedro tiene un hermano Manuel y las hermanas Sisa y Elena, su madre podría referirse a Pedro como Manuelpak wawki o Sisapaj turi. Y a Sisa como Manuelpak pani o como Elenapak ñaña.

## Fonología

### Consonantes
|             |          | Bilabial | Alveolar | Postalv./ Palatal | Velar | Glotal |
| ----------- | -------- | -------- | -------- | ----------------- | ----- | ------ |
| Nasal       | Nasal    | m        | n        | ɲ                 | (ŋ)   |        |
| Oclusiva    | sorda    | p        | t        |                   | k     |        |
| Oclusiva    | aspirada | pʰ       | tʰ       |                   | kʰ    |        |
| Oclusiva    | sonora   |          |          |                   | ɡ     |        |
| Africada    | Africada |          | ts       | tʃ                |       |        |
| Fricativa   | sorda    | ɸ        | s        | ʃ                 |       | h      |
| Fricativa   | sonora   |          | (z)      | ʒ                 |       |        |
| Aproximante | central  |          |          | j                 | w     |        |
| Aproximante | lateral  |          | l        |                   |       |        |
| Rótica      | Rótica   |          | ɾ        |                   |       |        |

- /z/ solo ocurre rara vez fonémicamente y es principalmente un alófono de /s/.
- Los sonidos africados /ts, tʃ/, a menudo se expresan después de los sonidos nasales como [dz, dʒ].
- /ɸ/ a menudo se escucha como [f] antes de una vocal anterior /i/.
- Los sonidos /ɾ, w/, se escuchan en variación libre como fricativas [ʐ, β]. Una combinación /nɾ/ se puede escuchar como [ɳɖʐ].

|             |            | Bilabial | Dental/ Alveolar | Postalv./ Retrofleja | Palatal | Velar | Glotal |
| ----------- | ---------- | -------- | ---------------- | -------------------- | ------- | ----- | ------ |
| Nasal       | Nasal      | m        | n                |                      | ɲ       | (ŋ)   |        |
| Oclusiva    | sorda      | p        | t                |                      |         | k     |        |
| Oclusiva    | aspirada   | pʰ       | tʰ               |                      |         | kʰ    |        |
| Oclusiva    | sonora     | b        | d                |                      |         | ɡ     |        |
| Africada    | sorda      |          | ts               | tʃ                   |         |       |        |
| Africada    | aspirada   |          |                  | tʃʰ                  |         |       |        |
| Africada    | sonora     |          |                  | dʒ                   |         |       |        |
| Fricativa   | sorda      | ɸ        | s                | ʃ                    |         | x     | h      |
| Fricativa   | sonora     |          | z                | ʒ                    |         |       |        |
| Fricativa   | retrofleja |          |                  | ʐ                    |         |       |        |
| Rótica      | Rótica     |          | ɾ                |                      |         |       |        |
| Aproximante | central    |          |                  |                      | j       | w     |        |
| Aproximante | lateral    |          | l                |                      |         |       |        |

- /n/ se escucha como [ŋ] antes de una consonante velar.
- /k/ se puede escuchar como fricativa [x] antes de una obstruyente sorda, y [ɣ] antes de una obstruyente sonora.

### Vocales
|         | Anterior | Central | Posterior |
| ------- | -------- | ------- | --------- |
| Cerrada | i iː     |         | u uː      |
| Abierta | a aː     | a aː    |           |

- /a, i, u/ puede volverse laxo como [ə, ɪ, ʊ] en variación libre.
- En el dialecto de Chimborazo, /a/ se escucha como una [ä] central y también se puede escuchar como una [ɑ] posterior en forma laxa.

## Gramática
El quechua norteño posee una gramática bastante cercana al quechua sureño y tras unas pocas dificultades, la mutua compresión es posible. 

### Pronombres
El quechua norteño posee seis pronombres, siendo estos:
|    | Quechua norteño | Quechua sureño | Castellano                  |
| -- | --------------- | -------------- | --------------------------- |
| 1º | ñuka            | ñuqa           | yo                          |
| 2º | kan             | qam            | tú, vos                     |
| 3º | pay             | pay            | él, ella                    |
| 4º | ñukanchik       | ñuqanchik      | nosotros, nosotras          |
| 5º | kankuna         | qamkuna        | ustedes, vosotros, vosotras |
| 6º | paykuna         | paykuna        | ellos, ellas                |

Adicionalmente, el quechua norteño posee «kikin» como equivalente al castellano «usted», se utiliza en momentos formales o cuando se dirige a una persona con quien no hay confianza. Su plural es «kikinkuna». Al no haber un equivalente al «ñuqayku» («nosotros» exclusivo) en el quechua norteño, el «ñukanchik» cumple ambas funciones.

### Verbo
El verbo en el quechua norteño se compone básicamente de una raíz a la que se le van añadiendo sufijos para indicar el significado. 

#### Infinitivo
Los verbos en el quechua norteño obtienen su infinitivo añadiendo el sufijo «-na» a la raíz verbal.
Ejemplos:
1. arina ‘inaugurar’
2. sirina ‘echar’
3. paktana ‘alcanzar’
4. purina ‘caminar’
5. kallpana ‘correr’
6. kaparina ‘gritar’
7. mikuna ‘comer’
8. tushuna ‘bailar’
9. pukllana ‘jugar’
10. puñuna ‘dormir’

#### Conjugación verbal
Los verbos como se presentan en los diccionarios están en su forma infinitiva siempre. Para poder conjugar los verbos se obtiene la raíz de estos. La raíz se obtiene eliminando el sufijo «-na» y colocando el que el hablante desee:
1. arina → ari-
2. sirina → siri-
3. paktana → pakta-
4. purina → puri-

Así, la raíz del verbo arina (‘inaugurar’) es ari-, a la que se puede añadir diferentes sufijos para lograr el significado deseado. Por ejemplo: arikunmi ‘está inaugurando’.

### Sufijos

#### -ri-
Este sufijo refleja una acción reflexiva, esto es que la acción tiene como objeto al mismo sujeto que la realiza:
1. aspina ‘rascar’→ aspirina ‘rascarse (a uno mismo)’
2. sakina ‘dejar’→ sakirina ‘dejarse (a uno mismo)’
3. rikuna ‘mirar’→ rikurina ‘mirarse (a uno mismo)’

#### -ku-
Este sufijo muestra una acción progresiva, este equivale al español «estar... -ando/-endo»:
1. arikun ‘está inaugurando’
2. rikukunki ‘estás viéndote’
3. purikuni ‘estoy caminando’

#### -pa-
Este sufijo muestra cortesía de parte del hablante y suele utilizarse con personas con las que no hay la suficiente confianza:
1. kunanka chaytami rikupankichik ‘ahora verán eso’
2. maytatak purikupankichik ‘¿a dónde están yendo?’
3. allichu kapanki ‘¿estás bien?’

## Principales diferencias con el quechua sureño
Respecto al quechua sureño (lengua quechua hablada desde el sur del Perú hasta Santiago del Estero), con la cual integran el subgrupo chinchay de las lenguas quechuas periféricas, existen importantes diferencias extensibles incluso a otras variedades del quechua:

### Pérdida de las consonantes postvelares
En los dialectos sureños, la existencia de las consonantes postvelares influye en la pronunciación, haciendo que ciertas vocales tengan un sonido más cercano a la «o» y a la «e» en presencia de estas. Como ejemplo: ñuqa (‘yo’) tiene la pronunciación de [ño.ka]. La pérdida de la postvelar hace que dicha palabra se pronuncie simplemente como [ñu.ka].

### Pérdida de sufijos posesivos
La posesión o afiliación ya son exclusivamente expresadas mediante la anteposición del pronombre respectivo flexionado por el sufijo -pak (de *-paq ‘para’).
Existen algunos pocos rastros del uso de posesivos en la antigüedad, como en la expresión Apunchik, que originalmente significaría «nuestro señor». De este dato también se intuye que la desaparición de los mencionados sufijos ocurre con posterioridad a la primera evangelización de la zona, acontecida poco después de la conquista española.

### Pérdida de la conjugación objetiva (transitiva)
El objeto es expresado exclusivamente por el uso de pronombres personales (o nombres) derivados con el sufijo -ta, en vez de emplear sufijos de derivación verbal bipersonales: no existen ya los sufijos direccionales que sí están presentes en el quechua sureño. Por ejemplo: Kanta rimani ‘te hablo’ (quechua norteño) y rimayki ‘te hablo’ (quechua sureño).

### Progresivo
El progresivo en el quechua norteño, a diferencia del sureño, se realiza con el sufijo -ku mientras que en el sureño se realiza con el sufijo -chka o -sha/-sya.